# Армянская народная партия
Армянская народная партия (арм. Հայ Ժողովրդական Կուսակցություն) — политическая партия, созданная в марте 1917 года в Восточной Армении бывшими членами Кадетской партии. Члены партии придерживались либеральной программы, их идеи находили поддержку среди армянского среднего класса в городах Тифлисе и Баку.

## История
В сентябре 1917 года состоялся партийный съезд, на котором было утверждено новое программное направление и создано центральное бюро. На пост президента был избран Микаэл Пападжанян, а Амбарцум Аракелян, И. Амирян, К. Степанян стали членами бюро. Секретарями партии были назначены Степан Малхасянц и Л. Даниелян.
Отмечается, что партия объявила себя внеклассовой и общенациональной. Основные принципы программы были заимствованы из программы российской Кадетской партии, однако был добавлен национальный вопрос. По этому вопросу партия выступала за национально-территориальную автономию для Восточной Армении и культурно-национальную автономию для армян, проживающих за пределами Армении. Также подчеркивается, что решение армянского вопроса считалось международным и должно было быть обсуждено на международном конгрессе.
На 2-м съезде Армянской народной партии, который состоялся в сентябре 1919 года, была принята новая программа, в которой было предложено создание «единой и целостной» Армении. Предполагалось, что этой единой Арменией станут Восточная Армения, Западная Армения и Киликия. Партия стремилась, чтобы единая Армения была демократической и парламентской республикой, с армянским языком в качестве государственного языка. Кроме того, партия поддерживала требование культурно-национальной автономии для армян, проживающих за пределами Армении.
Партия выразила свою поддержку Февральской революции и заявила о готовности поддержать Временное правительство России. Она считала, что решение всех важных национальных и социальных проблем должно быть перепоручено Учредительному собранию. В период с 1917 по 1921 годы Армянская народная партия создала более 50 отделений и отделений в Армении, а также в армянонаселенных районах Грузии, Азербайджана, Северного Кавказа и Средней Азии.
В 1917 году у членов партии было 43 из 204 представителей в Армянском национальном конгрессе. В последующем Армянском национальном совете она занимала два из 15 мест. В парламенте Первой Республики Армения, который начал работу 1 августа 1918 года, партия имела шесть депутатов. Однако, когда Парламент провозгласил Армению единой и независимой республикой 28 мая 1919 года, члены Армянской народной партии не согласились с этим решением и 4 июня они покинули правительство. Партия не сумела привлечь народные массы и занять влиятельную позицию в армянской действительности.